# Подільська худоба
Подільська велика рогата худоба — це група порід великої рогатої худоби, яка характеризується сірою шерстю та вертикальними й часто довгими рогами, які, вважається, походять із подільського степу.
Породи цієї групи включають:
- Подільські сірі степові породи зі Східної Європи
  - Угорська сіра / Угорська сіра степова (Угорщина)
  - Slavonian-Syrmian Podolian (Хорватія)
  - Srem Podolian / Serbian Podolian (Сербія)
  - Sura de Stepă / Romanian Grey (Румунія)
  - Сіра українська порода (Україна)
- Подільсько-істрійські породи з Центральної Італії, Південної Італії та Істрії (Хорватія; Словенія)
  - Істрійська порода корів (Хорватія; Словенія)
  - Maremmana (Італія)
  - Podolica (Італія)
- Подільсько-іліріанські породи з Балкан та Анатолії
  - Boz Irk / Anatolian Grey (Туреччина)
  - Iskar Grey / Bulgarian Grey (Болгарія)
  - Katerini cattle (Греція)
  - Sykia cattle (Греція)
- Подільська худоба з Північної Італії
  - Romagnola / Romagnola cattle (Італія)